# 斯托姆峰
84°35′S 164°0′E / 84.583°S 164.000°E
斯托姆峰（英語：Storm Peak）是南極洲的山峰，位於沙克爾頓海岸，處於布利澤德峰以北6公里，屬於亞歷山德拉皇后山脈中布利澤德峰的一部分，海拔高度3,280米，由新西蘭探險隊命名，現時由南極條約體系管理。